# شونا شكرالله
شونا شوكر الله (24 مايو 1991-)، هي حكم ساحة هولندية، ولدت في مدينة ألكمار لأب من سورينام وأم هولندية ولديها ثلاث أشقاء.
أصبحت شونا حكمة دولية منذ 2017 ومنذ ذلك الوقت شاركت في العديد من المسابقات الدولية والأوروبية النسائية مثل دوري أبطال أوروبا للسيدات وتصفيات كأس العالم للسيدات، وشاركت في تحكيم مباريات في الدرجات الثالثة والثانية في الدوري الهولندي للرجال.

## حياتها الشخصية
تصدرت شونا شكرالله عناوين الصحف بعد إعلان علاقتها بلاعب كرة القدم جيف هاردفيلد، التقت شونا بهاردفيلد لأول مرة خلال لقاء فريقه إف سي إيمين مع فريق إف سي آيندهوفن، طرد هاردفيلد من المباراة بعد أن تلقى بطاقة حمراء من شونا التي ارتبطت عاطفيا بهاردفيلد بعدها، حيث نشرا صورهما معا خلال احتفالهما بالعام الجديد في العاصمة الإيطالية روما، وشاركت شونا عبر حسابها على انستجرام صورًا رومانسية لها مع «هارفيلد» معلنة ارتباطهما رسميًا.